# エスパーニャ・カーニ
「エスパーニャ・カーニ」（スペイン語: España cañí）は、1920年代に作曲されたスペインの楽曲。スペインの作曲家パスカル・マルキーナ・ナロ（Pascual Marquina Narro）により作曲され、彼はこの曲を親友のホセ・ロペス（José López de la Osa）に捧げた。世界中で親しまれているこの旋律は、スペインの闘牛場で使用される曲であり（マタドールの入場曲として知られる）、またダンス曲「パソ・ドブレ」でもある。曲名の意味は「スペインのジプシー」。
著名な冒頭のトランペットソロは曲全体を情熱的に導く。
一瞬の無音状態になる、曲の最高到達点「ハイライト」が2箇所ある。
マーチのような華やかさが最後を飾る。
ビートルズが初期にこの曲を演奏した。その他、派生的リフがカプコンのゲーム『ストリートファイター』シリーズのキャラクターバルログのBGMや、X JAPANギタリストhideのソロ作品「EYES LOVE YOU」間奏ギターソロに使用されている。